# 용이초등학교
용이초등학교는 대한민국 경기도 평택시에 있는 공립 초등학교이다.

## 학교 연혁
- 2010. 03. 01 7개학급 편성 (특수학급1)
- 2010. 03. 01 초대 고순해 교장 부임
- 2010. 03. 02 시업식 및 입학식 (111명)
- 2010. 03. 05 용이초등학교 병설 유치원 입학식 (10명)
- 2010. 09. 13 11개 학급 편성
- 2011. 02. 15 제1회 졸업식 (22명)
- 2011. 03. 01 14학급 편성(특수학급 1포함)
- 2011. 09. 01 18학급 편성(특수학급 1포함)
- 2012. 02. 10 병설유치원 제2회 졸업식(졸업생 27명)
- 2012. 02. 14 제2회 졸업장 수여식 (졸업생 64명)
- 2012. 03. 01 22학급 편성(특수학급 1포함)
- 2012. 03. 05 25학급 편성(특수학급 1포함)
- 2012. 09. 01 제2대 백성욱 교장 취임
- 2013. 02. 14 제3회 병설 유치원 졸업식(22명)
- 2013. 02. 15 제3회 졸업장 수여식(졸업생 112명)
- 2013. 03. 01 26학급 편성(특수학급 1포함)
- 2013. 03. 04 시업식 및 입학식(126명)
- 2013. 03. 05 용이초 병설 유치원 입학식(48명)
- 2014. 02. 14 제4회 병설 유치원 졸업식(26명)
- 2014. 02. 18 제4회 졸업장 수여식(109명)
- 2014. 03. 01 30학급 편성(특수학급 1포함)
- 2014. 03. 03 시업식 및 입학식(152명)
- 2014. 03. 06 용이초 병설 유치원 입학식(49명)
- 2015. 02. 13 제5회 졸업장 수여식(졸업생105명, 졸업생 누적수 412명)
- 2015. 03. 01 32학급 편성(특수학급 1포함)